# Faircloth Indijanci
Faircloth Indijanci, potomci starih Coree ili Connamox Indijanaca, jezična porodica iroquoian, danas naseljeni na području okruga Sampson u Sjevernoj Karolini. Federalno su nepriznati (jedno od 19 u toj državi), a identificiraju se kao Faircloth Indian Tribe. Pripadnici ovog plemena danas nose prezime Faircloth. 
Potomaka starih Connamoxa ima i među današnjim Tuscarorama u New Yorku.